# Рикарду, Жан
Жан Рикарду (фр. Jean Ricardou; 17 июня 1932, Канны — 23 июля 2016, там же) — французский писатель и литературный критик. Теоретик Нового романа, специалист по творчеству Клода Симона.

## Из биографии
Окончил Нормальную школу парижских учителей, где с 1951 года начал сам преподавать. Работал учителем, а затем преподавателем коллежа до 1977 года. В 1982 году защитил диссертацию по литературоведению.
Вошёл в литературные круги благодаря знакомству с Аленом Роб-Грийе в 1958 году. С 1962 до 1971 года работал в журнале «Тель Кель». С 1980-х годов занимался издательской программой Международного культурного центра Серизи-ла-Саль. Литературоведческие исследования проводил в области так называемой «текстики» (la textique — термин, введённый им самим в 1985 году).

## Произведения
Романы, рассказы
- «L’Observatoire de Cannes», roman, Minuit, Paris 1961, 202 p.
- «La Prise de Constantinople», roman, Minuit, Paris 1965, 272 p. (Премия Фенеона)
- «Les Lieux-dits, petit guide d’un voyage dans le livre», roman, Gallimard, Paris 1969, 162 p. et UGE, collection 10/18, Paris 1972, 192 p.
- «Révolutions minuscules», nouvelles, Gallimard, collection Le chemin, Paris 1971, 172 p., puis version récrite, précédée d’inédit, «Révélations minuscules, en guise de préface, à la gloire de Jean Paulhan», Les Nouvelles Impressions, Paris 1988, 200 p.
- «La Cathédrale de Sens», nouvelles, Les Nouvelles Impressions, Paris 1988, 208 p.

Разное
- «Le Théâtre des métamorphoses», mixte, Seuil, collection Fiction & Cie, Paris 1982, 300 p.

Литературоведение
- «Nouveaux Problèmes du roman», essais, Seuil, collection Poétique, Paris 1978, 360 p.
- «Une maladie chronique», essai, Les Nouvelles Impressions, Paris 1989, 90 p.
- «Intelligibilité structurale du trait», «les nouvelles Impressions», collection Textica, Bruxelles 2012, 190 p.
- «Grivèlerie», «Les nouvelles Impressions», collection Textica, Bruxelles 2012, 85 p.
- «Problèmes du Nouveau roman», essais, Seuil, collection Tel Quel, Paris 1967, 210 p.
- «Pour une théorie du Nouveau roman», essais, Seuil, collection Tel Quel, Paris 1971, 270 p.
- «Le Nouveau roman», essai, Seuil, collection Ecrivains de toujours, Paris 1973, 190 p., puis version récrite, précédée d’une préface inédite et suivie d’une étude complémentaire, «les Raisons de l’ensemble», collection Points, Paris 1990, 260 p.
- «Nouveau roman: hier, aujourd’hui», Cerisy-la-Salle, 1971[6][7].
- «Claude Simon: analyse, теория», Cerisy-la-Salle, 1974[8].
- «Robbe-Grillet: analyse, теория», Cerisy-la-Salle, 1975[9].
- «Pour une théorie matérialiste du texte», Cerisy-la-Salle, 1980[10].